# Station Bever
Het station van Bever is een spoorwegstation gelegen langs de Albulabahn tussen Chur en Sankt Moritz in het Engadin aan de splitsing van de Albulabahn en de Engadiner Bahn naar Scuol-Tarasp. Toch stoppen de meeste treinen op het traject van de Albulabahn hier niet.